# 계술재
계술재는 대한민국 충청북도 영동군 매곡면에 있다. 1997년 7월 4일 영동군의 향토유적 제63호로 지정되었다.

## 개요
통덕랑 안치장의 덕행을 기리기 위해 후손들이 세운 재실이다.